# Culpabilitat (emoció)

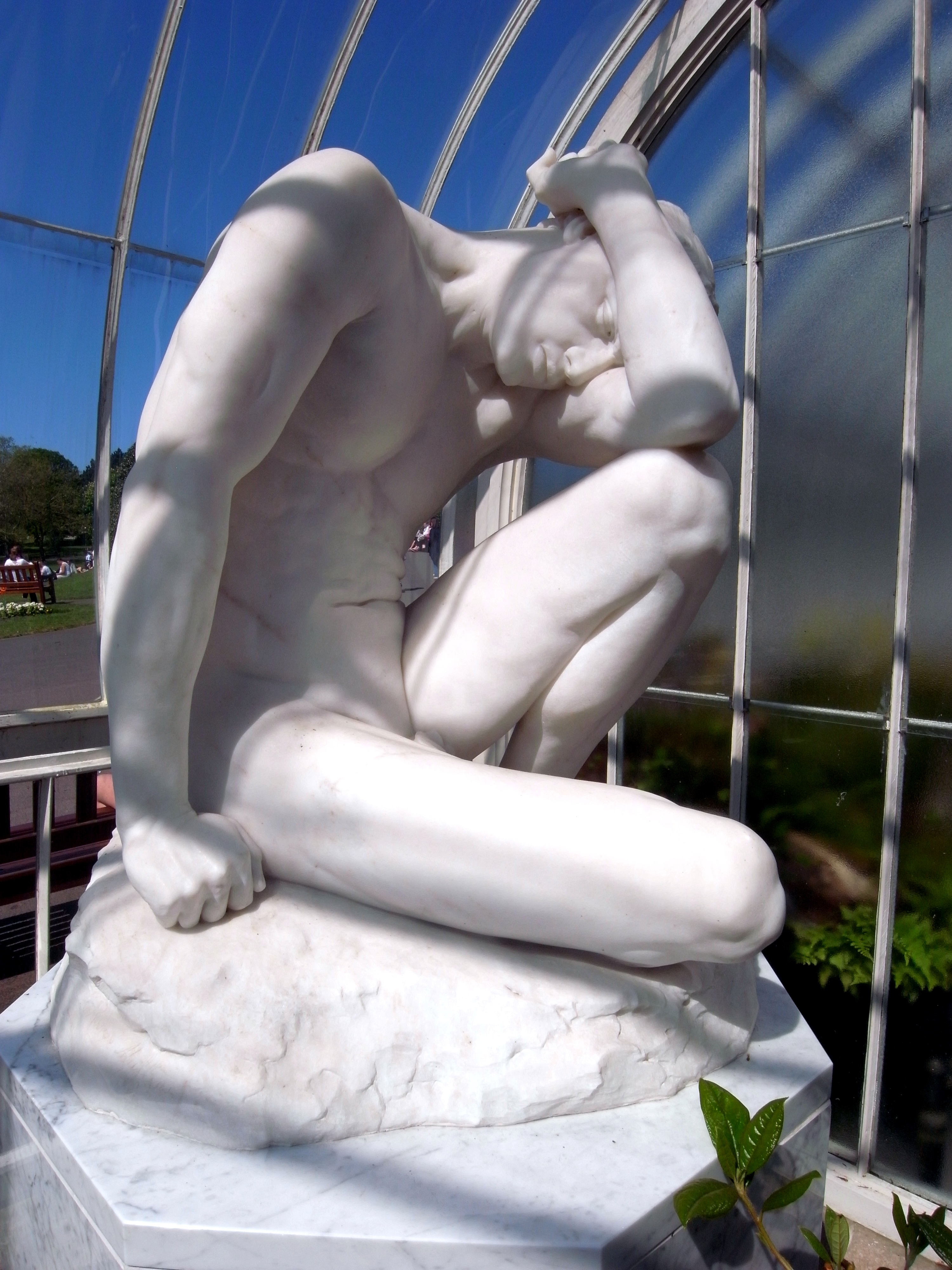
Escultura d'Edwin Roscoe Mullins al Jardí Botànic de Glasgow que representa Caín sentint-se culpable per haver assassinat Abel.

La culpabilitat és el sentiment advers que té una persona quan pensa haver actuat contra normes pròpies, religioses o socials acceptades pròpiament o també per haver-ne tingut alguna responsabilitat en el fet. Com a conseqüència es pot presentar el «remordiment», també sentiment desfavorable. En les activitats del gènere humà hi ha determinades relacions familiars que tenen com a conseqüència tendències agressives pròpies, en particular la dels fills vers el pare, les filles vers la mare. Sòfocles, dramaturg de l'antiga Grècia va escriure una tragèdia de nom «Èdip rei» tractant aquest tema. Pels filòsofs Thomas Hobbes, Max Stirner, Arthur Schopenhauer entre altres l'home és un ésser «únic», parcialment o fonamentalment antisocial. El proverbi llatí "Homo homini lupus est" (l'home és un llop vers l'home) implica la relació amb altri i la relació pròpia vers un mateix.

## Causa i efectes
En les múltiples interaccions en la vida quotidiana i en les socials o entre estats sobirans, religions i altres grups, quan sorgeixen baralles, conflictes i guerres amb violència desfermen efectes perjudicials en molts casos irreparables. El filòsof prussià Immanuel Kant qualifica la bona voluntat com un valor o virtut pròpiament en si, independentment dels efectes resultants de qualsevol acció. Com a resultat d'aquestes interaccions es pot presentar el sentiment de culpabilitat al causant de l'acció. Hi ha tres casos en els quals, qui ha originat l'acció (des de donar una puntada de peu a altri, fins a declarar una guerra, passant per prevaricar o col·laborar en un atemptat) pot fer-ho amb bona voluntat (quan es vol evitar mals majors) o amb mala voluntat, quan hi ha el propòsit de fer el mal. També hi ha una altra possibilitat: fer un acte involuntàriament, independentment dels resultats. Qui actua amb ignorància en el moment de prendre una decisió és subjecte de culpa i del consegüent sentiment de culpabilitat.
La culpabilitat és una sensació subjectiva, i pot correspondre o no correspondre a una infracció de la llei, de les normes ètiques actuals, de les prescripcions establertes per la religió, dels propis valors, del que es considera ser bo o no, entre altres ordres. També la ponderació de la culpabilitat depèn dels mateixos valors i del que l'individu considera sigui bo o no ho sigui dins les normes socials o les pròpies de l'individu, el Codi Civil, la Declaració Universal dels Drets Humans, entre altres reglaments. Addicionalment, s'ha de considerar si s'ha actuat amb voluntat de fer-ho o si, altrament, hi ha hagut voluntat d'abstenir-se d'actuar, o inhibició, quan la moral o altres instàncies indiquen que s'hauria d'haver evitat una acció que altri hagi causat amb resultat perjudicial.
Els sociòlegs afirmen que aquest sentiment es basa en la por al càstig i el desig de tenir bona fama pública, per la qual cosa un individu que ha transgredit una norma preveu una possible sanció social, en forma de menyspreu o retret. Seria, per tant, un mecanisme d'alerta de l'autoestima, que veu el perill de perdre l'afecte dels altres. Segons Sigmund Freud, és el «superjó» o «consciència» la part de la ment que activa aquest mecanisme. Moltes cultures tenen mecanismes d'expiació per alleujar el sentiment, com la reparació a la víctima, el càstig o penitència i la confessió. Físicament s'explica per l'existència de neurones mirall, que permet empatitzar amb els resultats negatius de la mateixa acció i en viure les seves conseqüències desagradables en experimentar dolor. Es considera que una persona que no té sentiment de culpabilitat quan obra manifestament malament es pot considerar psicòpata o que pateix un trastorn sever de la personalitat.
Aquest sentiment es pot manifestar de forma conscient o inconscient quan el subjecte culpable no és capaç de resoldre el seu conflicte intern causat per haver fet la mala acció o, també, per suposar que ho ha fet quan en realitat tan sols és una suposició que, en casos greus, la persona pot entrar en el deliri d'atribuir-se haver comès delictes imaginaris, grans o molt petits, pensant sempre ser el causant de les conseqüències. La no resolució d'aquest conflicte dona com a resultat un estat afectiu per haver fet alguna cosa que es creu que no s'hauria d'haver fet. El sentiment de culpabilitat el tracta la psicologia, o la psiquiatria si és molt intens, ja que aquest sentiment pot portar a la neurosi i àdhuc a la desesperació i a la follia.
Quan el causant d'una acció no vol perdre l'afecte del pròxim, o perdre la seva pròpia estima, sorgeix un mecanisme d'alerta. Prioritzant un determinat objectiu en benefici propi, en cometre la falta el causant del mal s'ho justifica qualificant-ho per ser necessari i beneficiós per ell, com Nicolau Maquiavel anota tot i el perill de perdre l'afecte dels altres. Segons Sigmund Freud, és el "supeójo", fiscalitzador del "jo". Aquest "jo" té la predisposició a l'agressió, que per aquest motiu demana (espera) ser castigat. Aquesta controvèrsia activa aquest mecanisme de conflicte en el "jo". El que queda per resoldre, fora de la psicologia, és el motiu pel qual també pot existir sentiment de culpabilitat sense que s'hagi fet res contrari al que sigui qualificat de virtuós.
Per la complexitat que en la societat s'imbriquen les causes i els efectes, el lliure albir i les limitacions, les opinions, els interessos, necessitats, etc., etc., etc. cada cas per decidir quin és el bé i quin és el mal i on cau la culpabilitat, necessàriament s'ha d'estudiar amb escrupolositat. Actualment, el que es coneix com a Consell d'Europa i la integració social/econòmica/geogràfica ha portat profunds canvis en la societat. Hi ha canvis en el món del treball, el reconeixement de drets entre gèneres, la dispersió geogràfica, l'estructura familiar, l'entrada de pobladors d'altres continents, els problemes de trobar habitatge assequible i la gestió de les fonts noves i tradicionals d'energia, entre altres.

## Punts de vista

### Literatura
La culpa és un tema principal en East of Eden  de John Steinbeck, Crim i Càstig de Fiódor Dostoievski, Un tranvía anomenat desig de Tennessee Williams, l'obra Macbeth de William Shakespeare, El gat negre d'Edgar Allan Poe, i moltes altres obres literàries. A Les mosques de Sartre, les Fúries representen les forces morboses i estranguladores de la culpa neuròtica que lliguen l'home al poder autoritari i totalitari.
La culpa és un tema important en moltes obres de Nathaniel Hawthorne, i és una preocupació gairebé universal dels novelistes que exploren la vida interior i els secrets.

### La moral
En les confrontacions violentes i armades entre grups socials i polítics es causa el «mal» entre els bàndols en litigi. Un exemple és en el terrorisme, la tortura i altres actes violents dolosos. Des del punt de vista moral, es cometen actes amb conseqüències de culpabilitat pels danys normalment irreparables infringits a persones sovint innocents i qui comet aquests actes ho justifica per ser part de la necessitat d'una lluita necessària i benefactora. Exemples: la tortura, Espàrtac - Senat Romà, bomba atòmica a Hiroshima i Nagasaki, atemptat contra el World Trade Centre, a la ciutat de Nova York (EUA) l'any 2001. El filòsof francès Jacques Derrida va manifestar que creia que ningú n'estava lliure de culpa.

### La religió
Nombrosos versicles a la Bíblia mostren com s'aborda la culpa i l'alliberament del sentiment de culpabilitat mitjançant el penediment, com Lluc 15:7 (Paràbola de l’ovella perduda) i també Joan 7:53. "Aquell de vosaltres que estigui sense pecat, que sigui el primer a tirar-li la primera pedra". El que en la religió catòlica es coneix com el «pecat original», comès per Adam i Eva desobeint l'ordre de Jahvè Déu de no menjar la fruita de l'arbre del bé i del mal. Cotmetent aquest pecat s'obtindria la saviesa que només correspon posseir-la als àngels i aquest pecat causà que «la terra serà maleïda per culpa teva» com es manifesta al Gènesi. La culpabilitat dels humans al naixement fa que els nou nats tenen la conseqüència del pecat d'Adam i Eva. Apuntant la poca capacitat dels humans en el coneixement la lluita del bé contra el mal, amb un recorregut paral·lel als tabús, conforma una posició interna de debilitat o desavantatge fins que no s'ha realitzat la seva redempció, perdó o restitució.

### Tabú
Connexió entre un objecte o animal i un grup humà cohesionat per les relacions familiars (graus de parentiu per evitar matrimonis) i també per relacions econòmiques (reserva de productes de consum en èpoques de carestia). El món del tabú té proximitat amb una forma primitiva i adaptada d'una religió. En les societats on s'ha implantat el règim de prohibicions de realitzar determinats actes, diferents segons la tribu o societat, el sentiment de culpabilitat es presenta en qui contravé la prohibició tant si n'és conscient com si no ho és. En els homicidis, els enterraments, matrimonis, etc. hi ha unes prescripcions que imposen els tabús vigents, com la prohibició de l'incest. La culpabilitat associada a les transgressions han de ser expiades mitjançant ritus de purificació. A la nostre societat es fa servir aquest mot, d'origen cultural polinesi, per advertir que fer determinats actes amb aquesta connotació pot causar un càstig amb la consegüent culpabilitat.

### La Família
La família comporta la principal corretja de pares a fills, de la difusió de les normes culturals, la moral, les relacions de jerarquia, l'adaptabilitat, conformitat, solidaritat, lleialtat, rebel·lió, autoritarisme, a les noves generacions. Les diferents religions donen característiques pròpies a la família, parentiu, poligàmia, etc. Al segle XXI l'estructura de la família continua canviant i adaptant-se al nou ordre social occidental econòmic-productiu i cultural, afegint les diverses crisis del medi, crisi dels vincles de parentesc, entre altres.